# Bunkamura

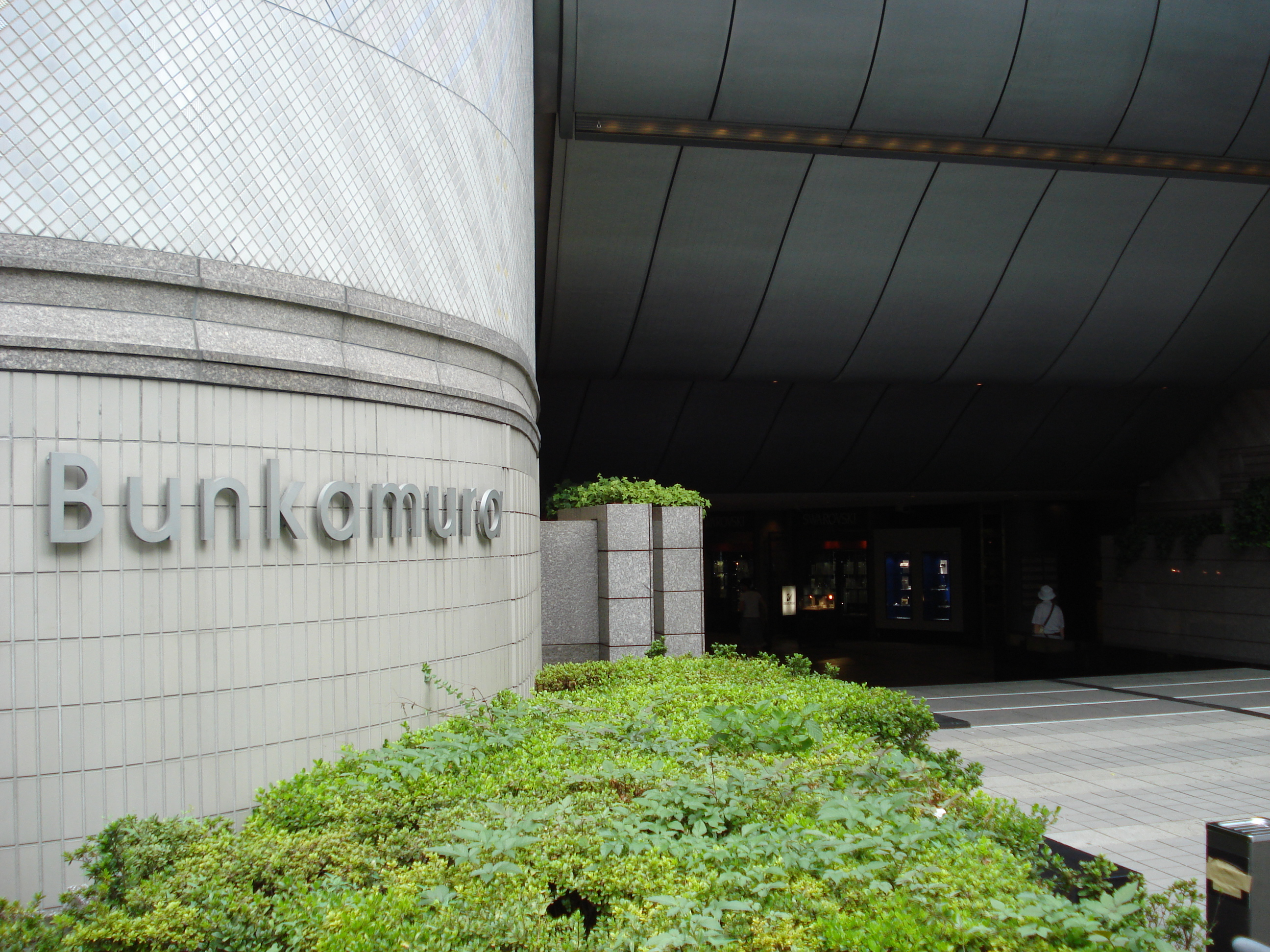
Bunkamura（文化村）

文化村（Bunkamura）是位於日本東京都澀谷區松濤的複合文化展演設施，由東急集團在1989年建立，緊鄰東急百貨店總店，是東京表演歌劇、芭蕾、現代舞及話劇的重要場地。

## 設施
- 果園廳：2,150座位
- 蠶繭劇院：747座位
- 電影院
- 博物館

## 外部連結
- Bunkamura官方網站（页面存档备份，存于）
- Bunkamura的X（前Twitter）
- YouTube上的Bunkamura頻道